# Spaanse Nederlanden
De Spaanse Nederlanden, of Belgica in het Latijn, is de benaming voor de Habsburgse Nederlanden van 1556 tot aan 1715. Tot 1581 stonden de Spaanse Nederlanden ook bekend als de Zeventien Provinciën. In dat jaar scheidden de noordelijke gewesten zich van de zuidelijke af en verklaarden zich onafhankelijk onder de naam Republiek der Zeven Verenigde Nederlanden. De Zuidelijke Nederlanden gingen verder onder de naam Spaanse Nederlanden. In 1715 gingen de Zuidelijke Nederlanden van de Spaanse tak over naar de Oostenrijkse tak van het huis Habsburg en verder onder de naam Oostenrijkse Nederlanden.

## Geschiedenis

### Eerste tien jaar
In 1555 nam koning Filips II van Spanje de regering van de Habsburgse Nederlanden over van zijn vader, keizer Karel V. Omdat Filips in de eerste plaats koning van Spanje was, werden de Nederlanden sindsdien de Spaanse Nederlanden genoemd. Dit was geen officiële benaming, aangezien staatkundig de afzonderlijke landsheerlijkheden 'slechts' in personele unie verenigd waren.
De eerste tien jaar (1556-1566) heerste er relatieve rust in de Spaanse Nederlanden. Wel liet de koning de protestanten hard aanpakken. Daarop kwamen de Nederlandse edelen in conflict met de bevolking, die opstandig werd onder de verdrukking. De edelen boden op 5 april 1566 het Smeekschrift der Edelen aan landvoogdes Margaretha van Parma aan, maar zij kon niet veel doen omdat Filips II niet wilde meewerken.
Zo kwam het dat op 10 augustus 1566 de door een hagenpreek opgehitste bevolking de Beeldenstorm begon in Steenvoorde, Vlaanderen. Deze en daaropvolgende gebeurtenissen leidden vanaf 1568 tot de Nederlandse Opstand tegen landsheer Filips II, met als gevolg een strijd die vandaag de dag bekendstaat als de Tachtigjarige Oorlog.

### Scheiding
De Zuidelijke Nederlanden ontstonden als gevolg van de afscheiding van de Noordelijke Nederlanden bij de Acte van Verlatinghe van 1581. De facto werd de scheiding bewerkstelligd door de Val van Antwerpen in 1585 en vele andere militaire successen van Alessandro Farnese, de latere hertog van Parma.
Reeds bij de dood van landsheer Filips II in 1598, bleken de Nederlanden verdeeld te zijn:
- Enerzijds waren er de vrijgevochten noordelijke gewesten (voortaan de Verenigde Provinciën of de Republiek der Zeven Verenigde Nederlanden genoemd), met het calvinisme als overheersende godsdienst en een groeiende rol voor het huis Oranje-Nassau.
- Anderzijds waren er de zuidelijke gewesten, waar met de hulp van de Spaanse troepen de Bourgondisch-Habsburgse dynastie en als godsdienst het rooms-katholicisme bewaard bleven en het daar aanwezige calvinisme werd uitgeroeid.

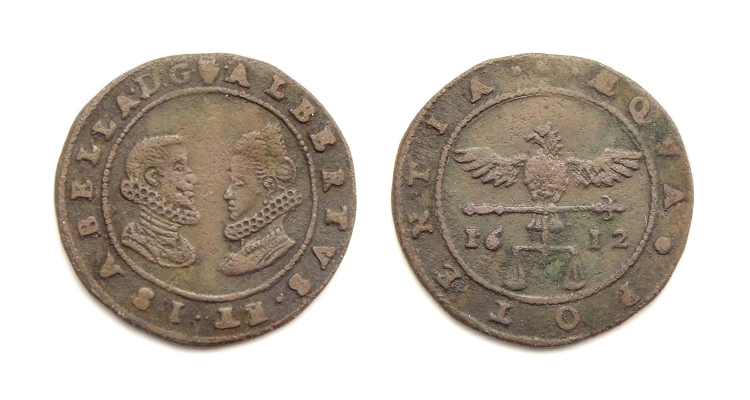
Jeton met dubbelportret van Albrecht van Oostenrijk en infante Isabella van Spanje, geslagen te Antwerpen in 1612.
Voorzijde: portretten van Albert en Isabella.
Keerzijde: Adelaar met balans, datum 1612.

### Albrecht en Isabella
Omdat Filips II weinig vertrouwen had in zijn zoon en opvolger Filips III, droeg hij op 6 mei 1598 de Zuidelijke Nederlanden over aan zijn dochter en vertrouwelinge Isabella van Spanje, als bruidsschat voor haar huwelijk met aartshertog Albrecht uit de Oostenrijkse lijn van het huis Habsburg. Als een van de voorwaarden voor deze overdracht bepaalde Filips II dat, mocht Isabella kinderloos overlijden, de Zuidelijke Nederlanden aan de Spaanse kroon zouden terugvallen.
Zeven maanden na de dood van Filips II op 13 september 1598 traden Albrecht en Isabella in het huwelijk en vestigden zich in het Paleis op de Koudenberg in Brussel. Zij hadden een kennelijk gelukkig huwelijk en kregen drie kinderen, die echter kort na de geboorte overleden. Albrecht en Isabella deden veel om de omstandigheden in hun gewesten te verbeteren. Onder hun bewind genoten de Zuidelijke Nederlanden een grote mate van zelfstandigheid, maar konden zich nog niet tot een volwaardige natie ontwikkelen.
In 1609 wist Albrecht het Twaalfjarig Bestand te sluiten, waarna een periode van relatieve rust en bloei aanbrak. In hetzelfde jaar 1609 werd Peter Paul Rubens tot hofschilder benoemd, waarmee de barok haar intrede in de Nederlanden deed. Ook het religieuze leven kreeg vanuit de contrareformatie een nieuwe impuls. Albrecht en Isabella waren hier persoonlijk actief bij betrokken, waardoor zij geliefd werden bij de bevolking.
Nadat in april 1621 het Twaalfjarig Bestand was afgelopen, overleed in juli aartshertog Albrecht. Omdat hij en Isabella geen nakomelingen hadden, vielen de Zuidelijke Nederlanden terug aan Spanje. Als landvoogdes in naam van de nieuwe Spaanse koning Filips IV bleef Isabella aan het bewind in Brussel. Anders dan Filips IV bleef zij zich inzetten voor vrede met de Noordelijke Nederlanden en stuurde daartoe in 1623 haar hofschilder Rubens naar Den Haag, evenwel zonder resultaat. Aartshertogin Isabella overleed in 1633.

### Oorlogen
In 1635 verbonden de Verenigde Provinciën zich met Frankrijk, dat tot het einde van de zeventiende eeuw aan de zuidergrens zou knagen. De onophoudelijke oorlogen, tijdens en na het bondgenootschap van Frankrijk met de Republiek, waren bijzonder verwoestend voor de zuidelijke gewesten. Zo werd Brussel in augustus 1695 door de Franse troepen van maarschalk François de Neufville, hertog van Villeroi, langdurig gebombardeerd. Tijdens deze militair gezien nutteloze actie werden de Grote Markt en een groot deel van de stad door brand verwoest. 
Als gevolg van de strijd op twee fronten, Frankrijk in het zuiden en de Republiek in het noorden, ontstonden in de zeventiende eeuw niet alleen de huidige noorder- en zuidergrenzen (1648 Vrede van Westfalen, 1713 Vrede van Utrecht), maar ook een uitgesproken Zuid-Nederlands bewustzijn boven de blijvende verscheidenheid van de vorstendommen.
Sinds 1580 werd het prinsbisdom Luik intussen door prins-bisschoppen van het huis Beieren geregeerd. Daar dit prinsbisdom neutraal was gebleven, was het grotendeels ontsnapt aan de verwoestingen van de voorbije oorlogen.
Ondertussen hadden Maurits van Oranje en later zijn halfbroer Frederik Hendrik grote delen van de Nederlanden weten te veroveren voor de Republiek der Verenigde Nederlanden. Ingevolge een geheim verdrag, het Traité de Partage, dat Frederik Hendrik met Frankrijk afsloot, raakten de Zuidelijke Nederlanden in de oorlogsperiode die erop volgde nog aanzienlijke delen van hun grondgebied in het zuiden en het noorden kwijt aan respectievelijk Frankrijk en de Republiek.
Bij de Vrede van Münster in 1648, waar de Zuidelijke Nederlanden van werden uitgesloten, werd de status quo bevestigd. Er ontstond nu een landgrens die dwars door de Zeventien Provinciën liep.

### Spaanse Successieoorlog
De Spaanse tak van de Habsburgers stierf uit in 1701, waarna de Spaanse Successieoorlog uitbrak. Deze oorlog leidde tot het Anglo-Bataafs condominium en werd in 1713 afgesloten met de Vrede van Utrecht. Daarbij werd bepaald dat er in Spanje een koning uit het huis Bourbon kwam en dat de Zuidelijke Nederlanden, omdat er formeel enkel een personele unie bestond tussen Spanje en de Zuidelijke Nederlanden, naar de Oostenrijkse tak van Habsburg ging. Vanaf dan staan de Zuidelijke Nederlanden bekend als de Oostenrijkse Nederlanden.

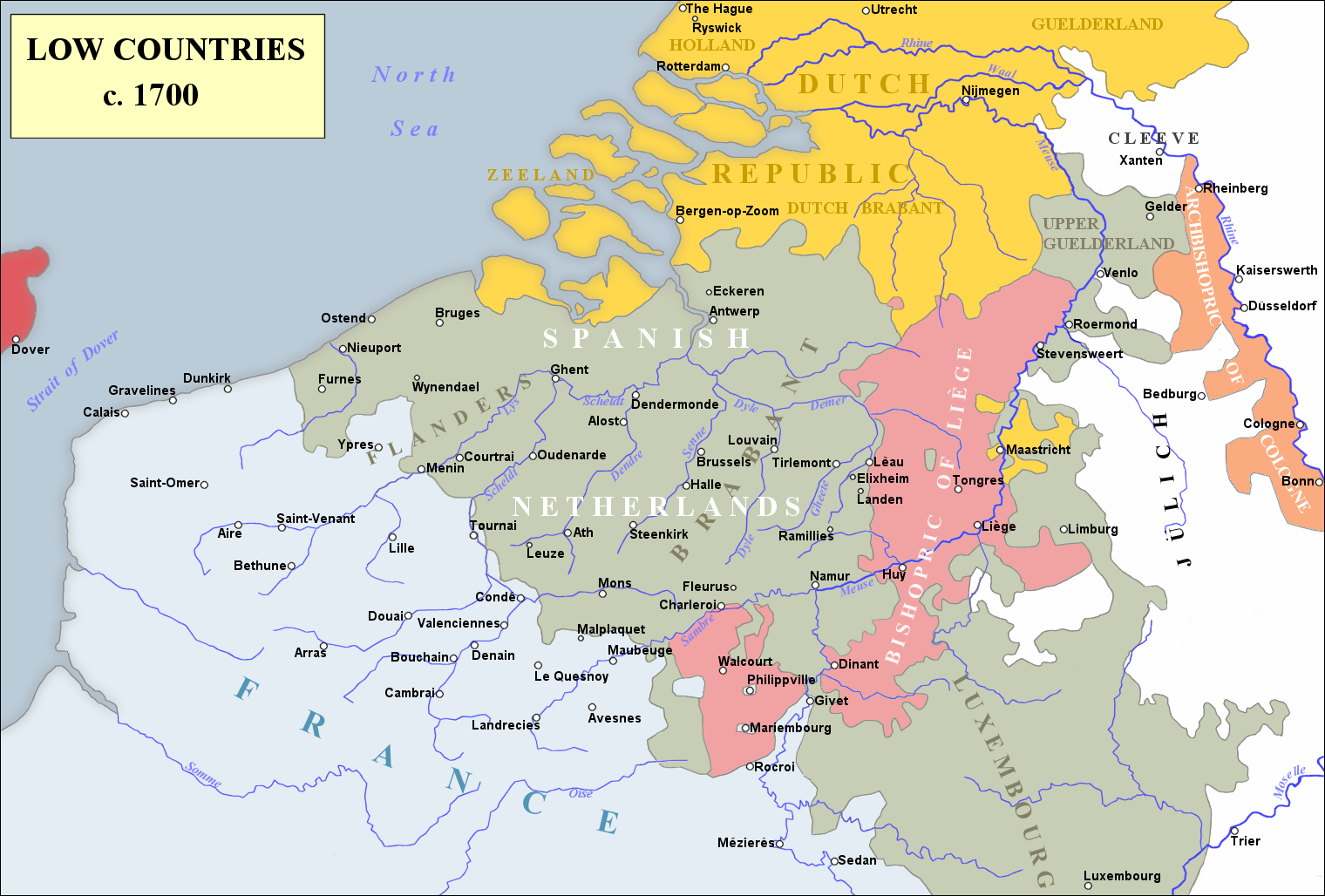
De Spaanse Nederlanden in 1700 tijdens de Negenjarige Oorlog (1688-1697). Bergen, Charleroi, Aat en Kortrijk keren pas na deze oorlog naar de Zuidelijke Nederlanden terug.

## Gebieden
De Spaanse Nederlanden bestonden uit de hieronderstaande, formeel zelfstandige landsheerlijkheden:
- Graafschap Artesië
- Brabant ('Konings-Brabant', tegenover Staats-Brabant)
- Heerlijkheid Mechelen
- Doornik en het Doornikse
- Hertogdom Limburg
- Opper-Gelre
- Graafschap Henegouwen
- Hertogdom Luxemburg
- Graafschap Namen
- Vlaanderen ('Konings-Vlaanderen', tegenover Staats-Vlaanderen)
- Rijsels-Vlaanderen
- later ook West-Vlaanderen

De meeste van deze gebieden behoren tegenwoordig tot België. Enkele maken deel uit van Frankrijk, Nederland en Luxemburg. Ook in het huidige Duitsland liggen enkele kleine stukjes.